# Hjärtsjömåla naturreservat
Hjärtsjömåla är ett naturreservat i Åryds socken i Karlshamns kommun i Blekinge.
Reservatet bildades 2010 och omfattar 197 hektar. Området är beläget drygt 10 km norr om Hällaryd och består av ett barrnaturskogsområde. Östra och halva Västra Hjärtsjön innefattas i reservatet.

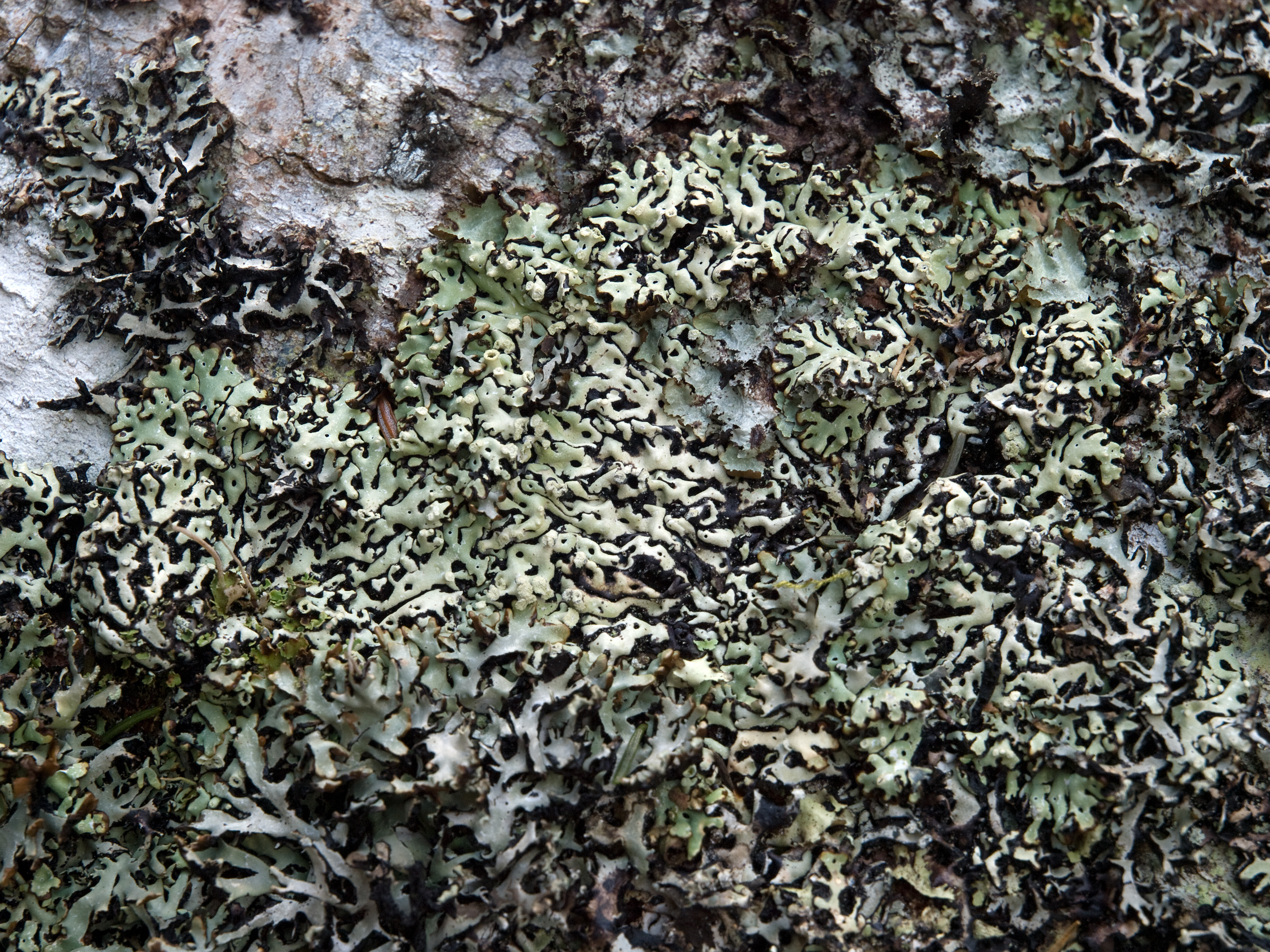
Hållav

Stora delar av området är kuperat och domineras av gran och tall men i områdets södra del finns en liten bokskog. Terrängen är delvis grovblockig och i reservatets norra del finns en mosaik av myrar. Inom området trivs bl.a. tjäder, järpe, pärluggla och sparvuggla.
De rödlistade arterna hållav, dvärgbägarlav och kandelabersvamp förekommer i området.
Naturreservatet ingår i EU:s ekologiska nätverk, Natura 2000.